# Der Kissenmann
Der Kissenmann (Originaltitel „The Pillowman“) ist ein Theaterstück des zeitgenössischen irischen Dramatikers Martin McDonagh.
Zentrale Figur des Stücks ist der Schriftsteller Katurian K. Katurian, der auf einer Polizeistation in einem fiktiven totalitären Regime von zwei Beamten zusammen mit seinem zurückgebliebenen, geistig behinderten Bruder verhört und gefoltert wird. Die beiden halten ihm seine Geschichten vor, in denen regelmäßig Kinder misshandelt und zum Teil auf grausame Art umgebracht werden. Später stellt sich heraus, dass einige Morde genau nach dem Muster seiner Geschichten begangen wurden. Nach und nach erfährt der Zuschauer von den Kindheitserlebnissen Katurians und seines Bruders, aber auch der beiden Polizeibeamten.
Am 13. November 2003 wurde das Stück erstmals am Royal National Theatre in London mit David Tennant und Jim Broadbent in den Hauptrollen aufgeführt, es folgten u. a. Inszenierungen am Broadway im Booth Theatre, am Wiener Burgtheater und dem Münchner Residenztheater.
2004 gewann es den Laurence Olivier Award für das beste neue Stück, die Broadway-Inszenierung wurde mit dem Drama Critics Circle Award und mehreren anderen Preisen ausgezeichnet.